# Dwight H. Little
Dwight Hubbard Little (Cleveland, 13 de janeiro de 1956) é um cineasta estadunidense. Além de filmes ele também dirige episódios de séries de televisão.

## Filmografia
- Getting Even (1986)
- KGB: The Secret War
- Bloodstone (1988)
- Halloween 4: O Retorno de Michael Myers (1988)
- O Fantasma da Ópera (1989)
- Marked for Death (1990)
- Rajada de Fogo (1992)
- Free Willy 2: The Adventure Home
- Crime na Casa Branca (1997)
- Papa's Angels
- Deep Blue (2001)
- Boss of Bosses (2001)
- Anaconda 2 (2004)
- Tekken (2010)